# Predappio-Roma 1931
La Predappio-Roma 1931, conosciuta anche come Coppa del Duce 1931, quarta edizione della corsa, si svolse il 20 settembre 1931 su un percorso totale di 480 km. La vittoria fu appannaggio dell'italiano Eugenio Gestri, che completò il percorso in 18h31'45", precedendo i connazionali Michele Mara e Fabio Battesini.
I corridori che presero il via da Predappio Alta furono 35, mentre coloro che tagliarono il traguardo di Roma furono 23.

## Ordine d'arrivo (Top 10)
| Pos. | Corridore         | Squadra    | Tempo     |
| ---- | ----------------- | ---------- | --------- |
| 1    | Eugenio Gestri    | Legnano    | 18h31'45" |
| 2    | Michele Mara      | Bianchi    | a 5'55"   |
| 3    | Fabio Battesini   | Maino      | s.t.      |
| 4    | Francesco Camusso | Gloria     | s.t.      |
| 5    | Pietro Fossati    | Maino      | a 6'57"   |
| 6    | Luigi Giacobbe    | Maino      | s.t.      |
| 7    | Giovanni Firpo    | Gloria     | s.t.      |
| 8    | Enrico Eboli      | -          | a 10'06"  |
| 9    | Amerigo Cacioni   | -          | s.t.      |
| 10   | Angello Lalle     | A.S. Monti | s.t.      |